# Fernando Barboza
Fernando Barboza, vollständiger Name Fernando Ariel Barboza Rilo, (* 13. Mai 1964 in Montevideo; † 1. September 2014) war ein uruguayischer Fußballspieler und Trainer.

## Spielerkarriere
Der 1,82 Meter große Offensivakteur Barboza war der Vater des Fußballspielers Diego Barboza. Er begann seine Karriere in der Nachwuchsmannschaft (Formativas) von Nacional Montevideo. Dort wird er 1983 und 1984 auch im Erstligakader geführt. 1985 folgte eine Station beim Erstligisten Central Español. 1986 spielte er für die Rampla Juniors in der Primera División. Es folgte in der Saison 1986/87 ein Engagement in Spanien bei Celta Vigo, dass ebenso wie seine vorhergehenden als Leihgeschäft ausgestaltet war. Der spanische Klub, der ihn als Ersatz für den am Meniskus verletzten Pichi Lucas holte, soll dabei drei Millionen Peseten für die Dienste des Uruguayers an Nacional Montevideo gezahlt haben. Für die Galicier lief er von seinem Debüt am 18. April 1987 gegen Castellón bis zu seinem letzten Einsatz am 21. Juni 1987 gegen Sestao achtmal in der Segunda División auf, schoss vier Tore und trug damit zum Aufstieg in die Primera División bei. Für Barboza bedeutete der Wechsel auf die iberische Halbinsel auch einen deutlichen Einkommenssprung. Nach eigener Aussage Barbozas betrug allein die in Vigo ausgeschüttete Siegprämie für einen Auswärtssieg genauso viel, wie er zuvor in einem Monat bei Nacional verdient hatte. Obwohl sowohl auf Seiten des Spielers als auch auf seitens des Vereins eine Fortsetzung der erfolgreichen Verbindung zwischen Spieler und Klub bestand, scheiterte eine weitere Zusammenarbeit an der seitens Nacional angeblich geforderten Ablösesumme in Höhe von 25 Millionen Peseten. In der Saison 1987/88 stand er 15-mal (ein Tor) als Spieler von Celta Vigos Ligakonkurrenten FC Elche auf dem Platz. Erstmals lief er für Elche am 22. November 1987 gegen Sestao, letztmals am 22. Mai 1988 gegen den FC Cartagena auf. 1988 kehrte er dann zunächst zu Nacional Montevideo zurück. In der Spielzeit 1988/89 folgten dann zwischen dem 4. September 1988 (Real Valladolid) und dem 26. März 1989 (FC Sevilla) weitere 18 Erstligaspiele (ein Tor) für Elche. 1990 war er in Uruguay für die Montevideo Wanderers, 1991 für Bella Vista aktiv. Sodann führte sein Karriereweg nach Ecuador. Deportivo Quito (1991), LDU Quito (1992) und erneut Deportivo Quito (1993) waren dort seine Arbeitgeber. In der Saison 1993/94 bestritt er acht Ligapartien (kein Tor) für den portugiesischen Klub Estoril Praia. Anschließend absolvierte er für den FC Girona vom 20. November 1994 bis zum 8. Januar 1995 sieben Spiele (ein Tor) in der Segunda División B. Zudem war er ebenfalls in der Saison 1994/95 unterklassig in Spanien bei CD Don Benito aktiv. Sodann debütierte er am 3. September 1995 in der Partie gegen Hospitalet für seinen nächsten Arbeitgeber Gimnàstic de Tarragona. Bis zu seinem letzten Saisoneinsatz am 17. Dezember 1995 gegen Valencia B bestritt er 13 Ligaspiele und schoss ein Tor. In derselben Saison wechselte er zum Novelda CF. Für diesen Verein lief er erstmals am 17. März 1996 in der Liga auf. Der Gegner war Utrera. Insgesamt kam er in der restlichen Spielzeit 1995/96 dort siebenmal in der Liga zum Zug und traf dabei dreimal ins gegnerische Tor. Auch in der Saison 1997/98 lief er bis zu seiner letzten Aufstellung am 14. Januar 1998 gegen Gandia 17-mal in der Segunda División B für Novelda auf und erzielte zwei Treffer. Zudem wurde er viermal (ein Tor) in der Copa del Rey eingesetzt. Auf vier Zweitligaengagements in Uruguay bei Salus (1998), Villa Española (1999), Club Atlético Progreso (1999) und Club Atlético Basáñez (2000) folgte eine Station beim Rocha FC, bei dem er 2001 im Torneo Clasificatorio der Primera División dem Kader angehörte. 2002 bestritt er mindestens neun Zweitligaspiele (fünf Tore) für den Colón FC. 2003 wurde er in der im Mai begonnenen Apertura achtmal (ein Tor) bei Club Atlético Basáñez in der Segunda División eingesetzt. Andere Quellen weisen für ihn in dieser Halbserie zwei Treffer ohne eine Anzahl an absolvierten Spielen zu benennen aus. Er stand dort auch in der Clausura im Kader und erzielte sieben Tore. Als letzter Verein seiner Karriere wird El Tanque Sisley im Jahr 2004 geführt.

## Trainertätigkeit
Nach einer im Januar 2012 begonnenen Trainerstation bei Platense übernahm er in der Saison 2012/13 ab August 2012 das Traineramt beim Verein Uruguay Montevideo. Als Assistenztrainer trainierte Barboza sodann spätestens ab der Clausura 2014 gemeinsam mit Héctor Codevilla die Rampla Juniors.

## Sonstiges
Barboza hatte ferner von 2003 bis 2009 das Amt des Generalsekretärs in der uruguayischen Spielergewerkschaft Mutual de Futbolistas Profesionales (MUFP) inne und wirkte überdies auch von März 2006 bis April 2011 bei FIFPro als Generalsekretär der Amerika-Abteilung. Er verstarb nach langer Krankheit im Alter von 50 Jahren.